# El corazón del guerrero
El corazón del guerrero del 2000 és el primir film d'acció-aventures dirigit per Daniel Monzón Jerez. Els actors principals en són Fernando Ramallo, Neus Asensi, Joel Joan i Santiago Segura. L'argument correspon al subgènere d'espasa i bruixeria.

## Argument
Beldar i Sonja, una parella de lladres, roben una pedra preciosa amb forma de cor humà en la tètrica cripta de l'Orde dels Mil Ulls, una malèfica secta de bruixots totpoderosos. En fugir del lloc s'adonen que la gemma està maleïda i els ha transmès el seu encanteri. Després de perdre el sentit, Beldar desperta a un altre món, metamorfosejat en el cos d'un adolescent madrileny de setze anys menjat per l'acne anomenat Ramón Belda (Fernando Ramallo). Belda és un noi amb una imaginació desbordant i és assaltat per contínues visions que es corresponen amb les partides de rol que juga cada nit en companyia dels seus amics. També és un adolescent cohibit i feble, però en la seva imaginació es veu lluitant contra tota mena de perills. Perills que, a poc a poc, es fan reals i connecten el Madrid actual amb un Univers en el qual Ramón és l'Eescollit per a una missió de dimensions èpiques, amb heroïnes (Neus Asensi), mags (Santiago Segura) i poderosos lluitadors (Joel Joan). La identificació de Ramón amb el guerrer Beldar ha estat qualificada com a quixotesca.

## Premis
L'òpera primera de Daniel Monzón va obtenir dos guardons en el Festival de Cinema Fantàstic d'Amsterdam, el Premi a la Millor Pel·lícula Internacional en el Festival de Cinema Fantasia de Mont-real (Fantasia International Film Festival) i el Premi a la Millor Pel·lícula Fantàstica en Fantasporto, certamen cinematogràfic de Porto, Portugal. A més, el director va ser nominat pel Premi Goya de l'any 2000 a la millor direcció novella.